# Hoplistonychus bondari
Hoplistonychus bondari là một loài bọ cánh cứng trong họ Cerambycidae.